# 李安妮
李安妮（1954年6月9日—），臺灣社會學學者 、非營利組織董事。臺灣臺北縣三芝鄉（今新北市三芝區）人，故中華民國總統李登輝次女，夫婿是學者賴國洲。2015年1月，擔任臺北市政府廉政委員會廉政委員。2016年6月8日，擔任國家年金改革委員會委員。

## 生平
1996年李安妮首次為父親的選舉在造勢場合為李登輝助選，從此於政治上嶄露頭角。
2002年接任智庫臺灣綜合研究院副院長，並為民主進步黨籍臺北市長候選人李應元站台。
2005年代表臺灣團結聯盟參選國大代表，排名第一順位當選，並為國大11人「主席團」成員；這是李安妮第一次參選公職並當選。2008年立法委員選舉時，台聯提名李安妮為該黨不分區立法委員第15名，台聯於該次選舉之政黨票未達到5%得票率門檻，無分配不分區立委資格。
李安妮長期關注台灣婦女運動與婦女政策，在許多婦運刊物經常可看到李安妮的研究報告，李安妮的研究專長包括：婦女與兩性研究、性別與社會政策、貧窮研究、社會統計與社會調查、性別主流化。李安妮的身影也經常出現在婦女相關議題的研討會上。近年來李安妮亦投注於社會創新領域，促成台北NPO聚落誕生。
長年來一直是父親李登輝政治上的助手，也是台灣本土派代表人物之一。